# Bossus-lès-Rumigny
Pour les articles homonymes, voir Bossu (homonymie) et Rumigny.
Bossus-lès-Rumigny est une commune française située dans le département des Ardennes, en région Grand Est.

## Géographie

### Communes limitrophes
|                            | Auge               |         |
| Logny-lès-Aubenton (Aisne) | Bossus-lès-Rumigny | Antheny |
| Hannappes                  | Rumigny            |         |

### Hydrographie
La commune est dans la région hydrographique « la Seine du confluent de l'Oise (inclus) à l'embouchure » au sein du bassin Seine-Normandie. Elle est drainée par le Ton,.
Le Ton, d'une longueur de 56 km, prend sa source dans la commune d'Auvillers-les-Forges et se jette  dans l'Oise (rive gauche) à Étréaupont, après avoir traversé 15 communes.

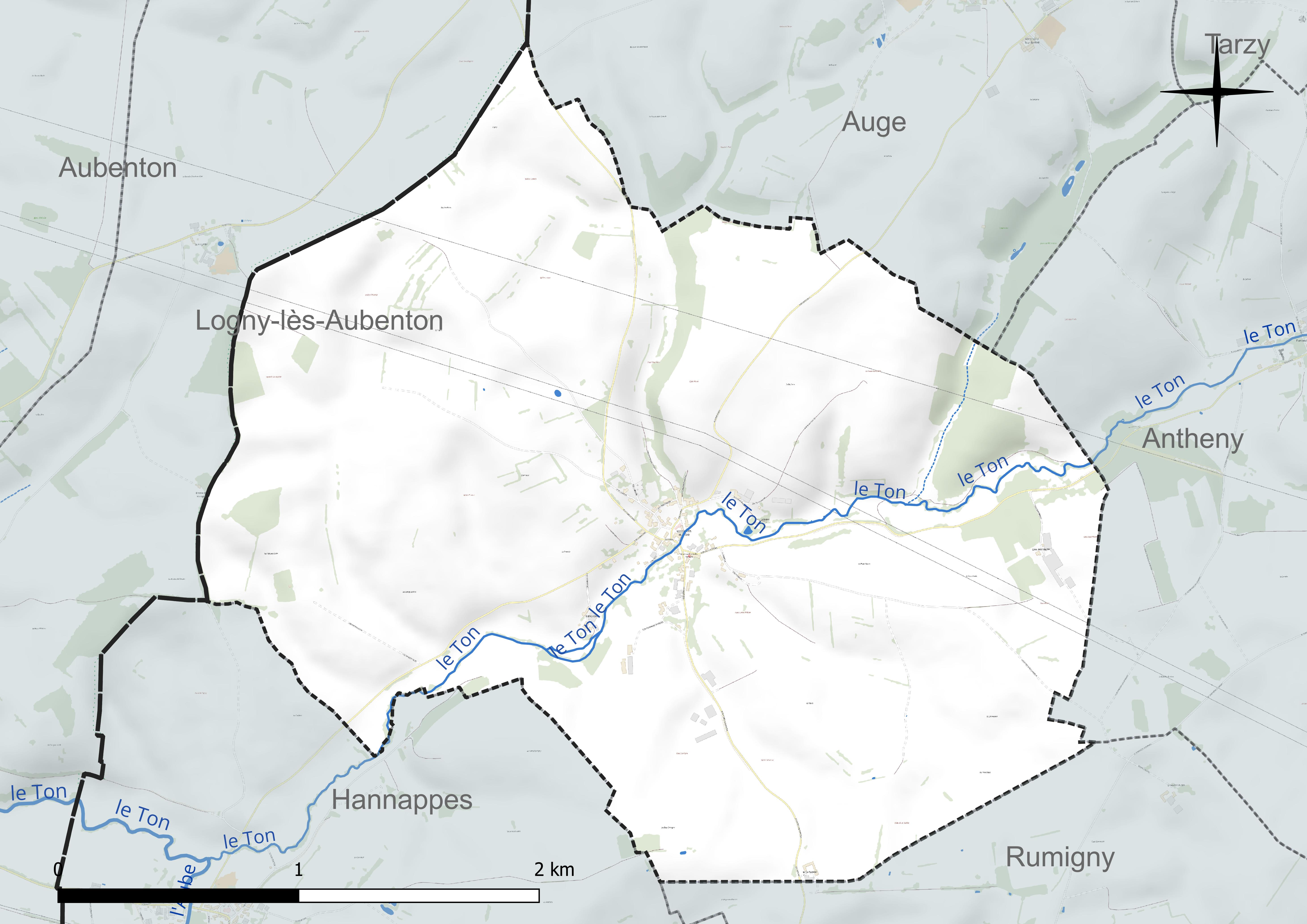
Réseau hydrographique de Bossus-lès-Rumigny.

### Climat
Pour des articles plus généraux, voir Climat du Grand Est et Climat des Ardennes.
En 2010, le climat de la commune est de type climat de montagne, selon une étude du Centre national de la recherche scientifique s'appuyant sur une série de données couvrant la période 1971-2000. En 2020, Météo-France publie une typologie des climats de la France métropolitaine dans laquelle la commune est exposée à un climat océanique altéré et est dans la région climatique Nord-est du bassin Parisien, caractérisée par un ensoleillement médiocre, une pluviométrie moyenne régulièrement répartie au cours de l’année et un hiver froid (3 °C).
Pour la période 1971-2000, la température annuelle moyenne est de 9,5 °C, avec une amplitude thermique annuelle de 15,4 °C. Le cumul annuel moyen de précipitations est de 929 mm, avec 13,3 jours de précipitations en janvier et 9,7 jours en juillet. Pour la période 1991-2020, la température moyenne annuelle observée sur la station météorologique de Météo-France la plus proche, « Signy-l'abbaye », sur la commune de Signy-l'Abbaye à 20 km à vol d'oiseau, est de 10,2 °C et le cumul annuel moyen de précipitations est de 1 060,5 mm. 
La température maximale relevée sur cette station est de 40 °C, atteinte le 25 juillet 2019 ; la température minimale est de −20,5 °C, atteinte le 17 janvier 1985,,.
Les paramètres climatiques de la commune ont été estimés pour le milieu du siècle (2041-2070) selon différents scénarios d'émission de gaz à effet de serre à partir des nouvelles projections climatiques de référence DRIAS-2020. Ils sont consultables sur un site dédié publié par Météo-France en novembre 2022.

## Urbanisme

### Typologie
Au 1er janvier 2024, Bossus-lès-Rumigny est catégorisée commune rurale à habitat dispersé, selon la nouvelle grille communale de densité à 7 niveaux définie par l'Insee en 2022.
Elle est située hors unité urbaine et hors attraction des villes,.

### Occupation des sols
L'occupation des sols de la commune, telle qu'elle ressort de la base de données européenne d’occupation biophysique des sols Corine Land Cover (CLC), est marquée par l'importance des territoires agricoles (89,8 % en 2018), une proportion identique à celle de 1990 (89,8 %). La répartition détaillée en 2018 est la suivante : 
terres arables (45,5 %), prairies (44,3 %), forêts (6,3 %), zones urbanisées (3,9 %). L'évolution de l’occupation des sols de la commune et de ses infrastructures peut être observée sur les différentes représentations cartographiques du territoire : la carte de Cassini (XVIIIe siècle), la carte d'état-major (1820-1866) et les cartes ou photos aériennes de l'IGN pour la période actuelle (1950 à aujourd'hui).

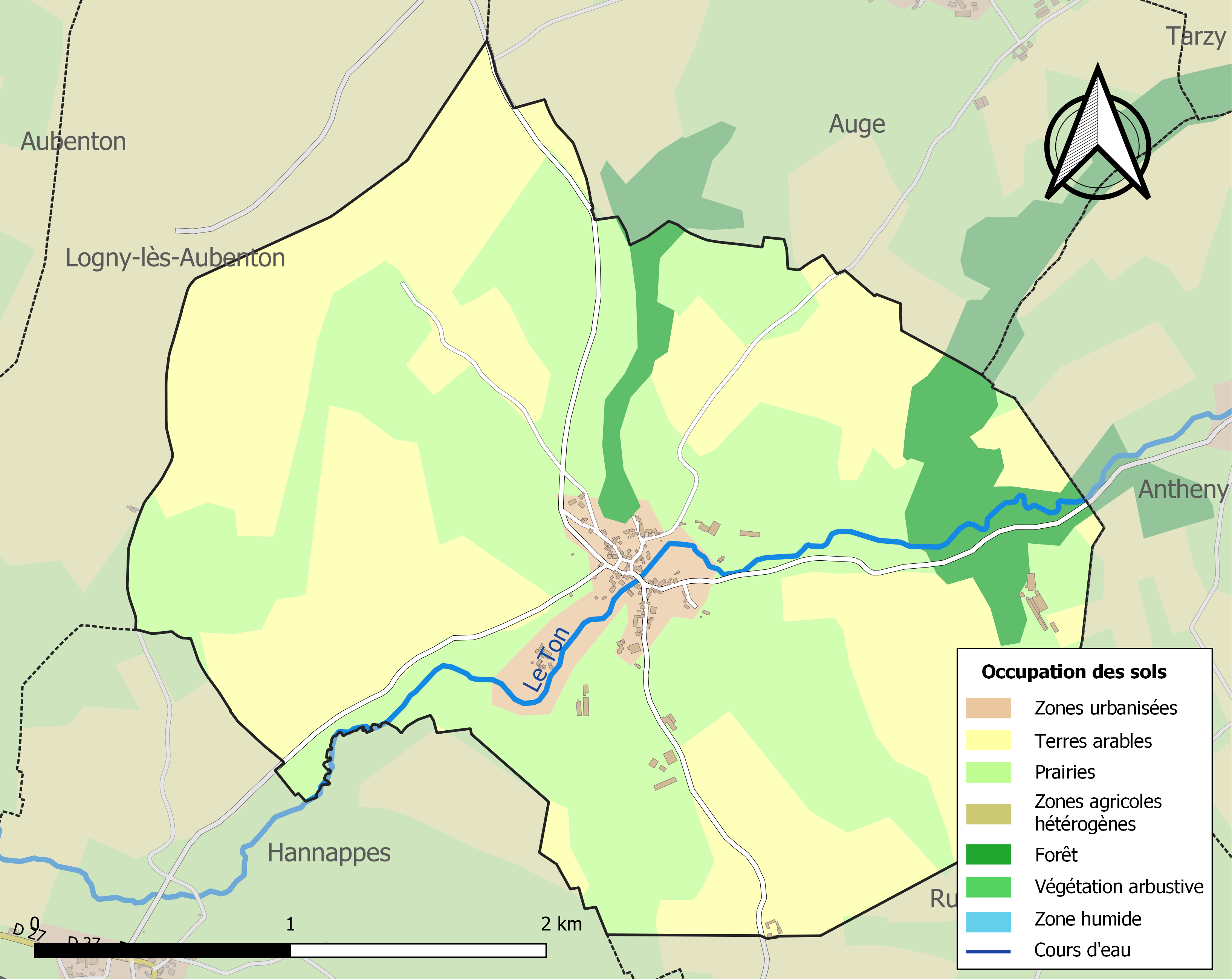
Carte des infrastructures et de l'occupation des sols de la commune en 2018 (CLC).

## Toponymie
Le nom de la localité est attesté sous les formes « de altaribus [...], de Buxito », altare de Buxut en 1113 (Cartulaire de Saint-Nicaise, p. 237) ; altare de villa que dicitur Buisud en 1125 (id., p. 201) ; altare de Buxut 1160 (id., p. 205) ; decima de Bussuth entre 1185 et1188 (id., p. 251) ; altare de Buxito cum capellania en 1190 (id., p. 457) ; infra territorio de Bossut en 1214 (id., p. 248).
Dérivé du mot buis « buissière », résultant du germanique buksōƿu, collectif de buks, emprunté au latin buxus. On peut le rapprocher de plusieurs noms de communes de Wallonie, comme Boussu-en-Fagne (région de Philippeville), Boussu-lez-Mons (région de Mons) et Boussu-lez-Walcourt (région de Thuin), analysés par Jules Herbillon. En fait, l’hypothèse est empruntée à Maurits Gysseling.
 
Du germanique *busk et du suffixe collectif -ud « lieu boisé de buis ».[pas clair]
La préposition « lès » permet de signifier la proximité d'un lieu géographique par rapport à un autre lieu. En règle générale, il s'agit d'une localité qui tient à se situer par rapport à une ville voisine plus grande. La commune de Bossus indique qu'elle se situe près de Rumigny.

## Histoire
On a trouvé sur le territoire de Bossus-lès-Rumigny des tombes, des urnes et de la monnaie du temps des Romains.
Au début de la période féodale, la forteresse de Bossus-lès-Rumigny, aussi nommé Bossut, appartient aux comtes du Hainaut. En 974, l'empereur Othon II le Roux prend la forteresse, et la donne aux fils du seigneur de Rumigny ; mais, manquant l'appui de la France, ceux-là perdent très vite Bossus et en même temps Rumigny au comte du Hainaut.
Pendant la bataille de Rocroi (1643), le Grand Condé campait deux jours à Bossus-lès-Rocroi.

## Politique et administration
| Période                                  | Période                   | Identité                                         | Étiquette | Qualité      |
| ---------------------------------------- | ------------------------- | ------------------------------------------------ | --------- | ------------ |
| avant 1995                               | ?                         | Paul Thiéfain                                    | DVD       |              |
| mars 2001                                | En cours (au 27 mai 2020) | Patrice Champion, Réélu pour le mandat 2020-2026 | SE        | Ancien cadre |
| Les données manquantes sont à compléter. |                           |                                                  |           |              |

Bossus-lès-Rumigny a adhéré à la charte du parc naturel régional des Ardennes, à sa création en décembre 2011.

## Démographie
L'évolution du nombre d'habitants est connue à travers les recensements de la population effectués dans la commune depuis 1793. Pour les communes de moins de 10 000 habitants, une enquête de recensement portant sur toute la population est réalisée tous les cinq ans, les populations de référence des années intermédiaires étant quant à elles estimées par interpolation ou extrapolation. Pour la commune, le premier recensement exhaustif entrant dans le cadre du nouveau dispositif a été réalisé en 2005.

En 2022, la commune comptait 95 habitants, en évolution de −6,86 % par rapport à 2016 (Ardennes : −2,97 %, France hors Mayotte : +2,11 %).
| 1793 | 1800 | 1806 | 1821 | 1831 | 1836 | 1841 | 1846 | 1851 |
| ---- | ---- | ---- | ---- | ---- | ---- | ---- | ---- | ---- |
| 216  | 210  | 228  | 238  | 251  | 260  | 263  | 294  | 294  |

| 1866 | 1872 | 1876 | 1881 | 1886 | 1891 | 1896 | 1901 | 1906 |
| ---- | ---- | ---- | ---- | ---- | ---- | ---- | ---- | ---- |
| 242  | 255  | 244  | 241  | 236  | 245  | 208  | 200  | 207  |

| 1911 | 1921 | 1926 | 1931 | 1936 | 1946 | 1954 | 1962 | 1968 |
| ---- | ---- | ---- | ---- | ---- | ---- | ---- | ---- | ---- |
| 213  | 181  | 190  | 170  | 168  | 168  | 160  | 163  | 144  |

| 1975 | 1982 | 1990 | 1999 | 2005 | 2006 | 2010 | 2015 | 2020 |
| ---- | ---- | ---- | ---- | ---- | ---- | ---- | ---- | ---- |
| 134  | 134  | 136  | 94   | 87   | 88   | 102  | 102  | 93   |

| 2022 | - | - | - | - | - | - | - | - |
| ---- | - | - | - | - | - | - | - | - |
| 95   | - | - | - | - | - | - | - | - |

## Héraldique
| Armes de Bossus-lès-Rumigny | Les armes de Bossus-lès-Rumigny se blasonnent ainsi : D'or à la bande de gueules côtoyée de deux cotices de sinople crénelée à senestre et bastillée à dextre, accompagnée de deux fleurs de lys du même. |

## Lieux et monuments

### L'église Saint-Martin
L'édifice est une église fortifiée, construite en 1575.

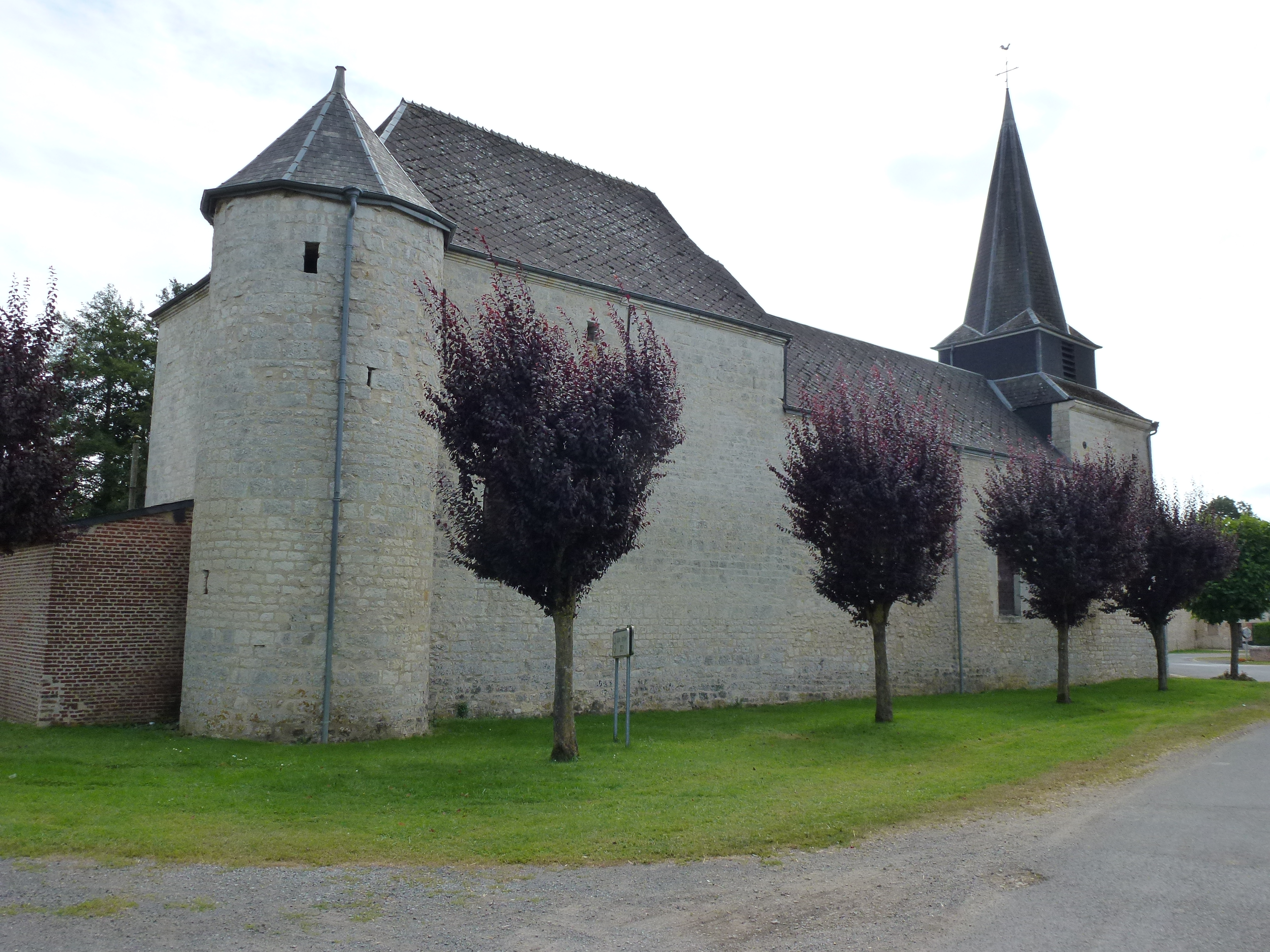
Le chevet fortifié de l'église.
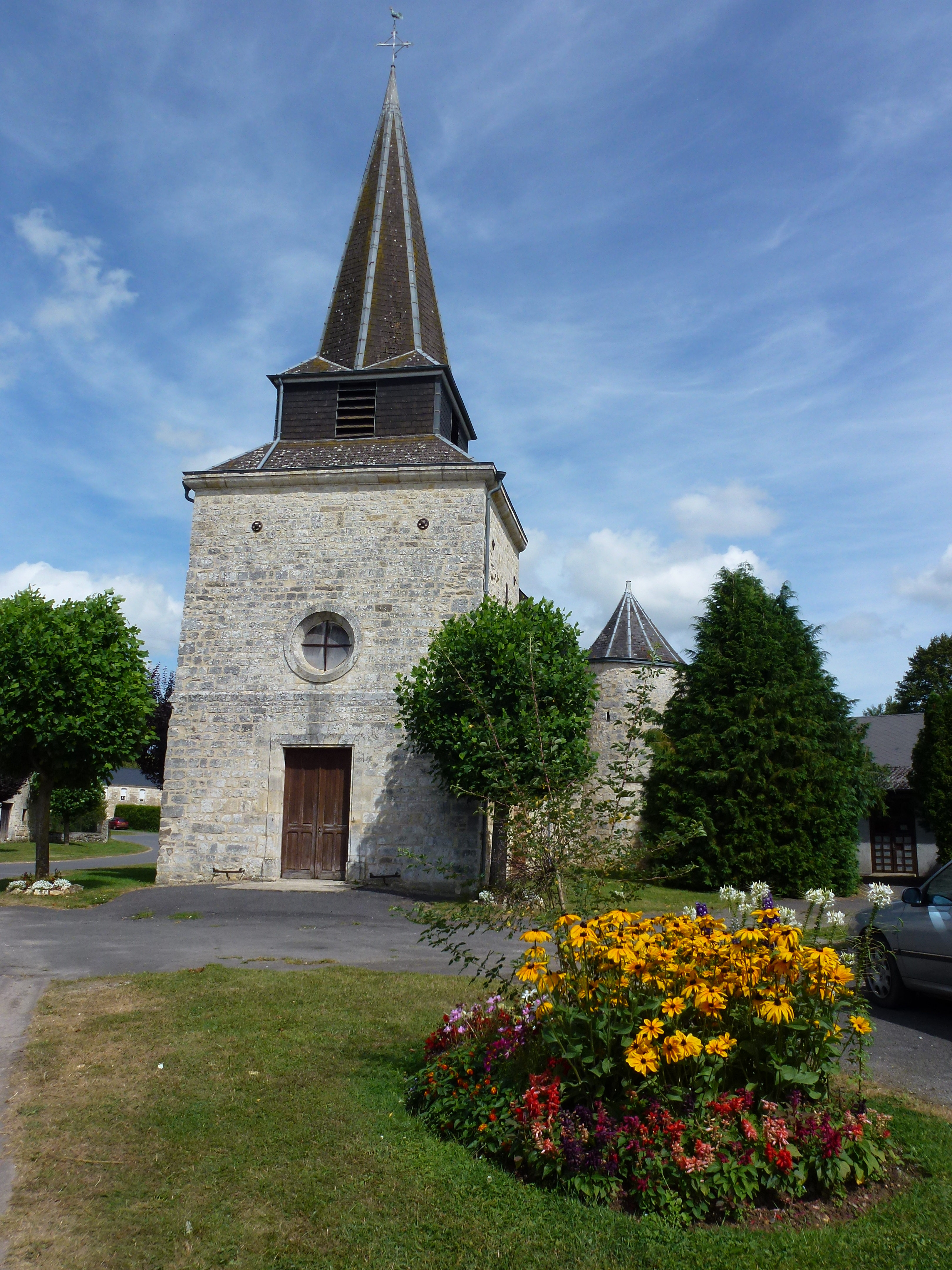
La façade.
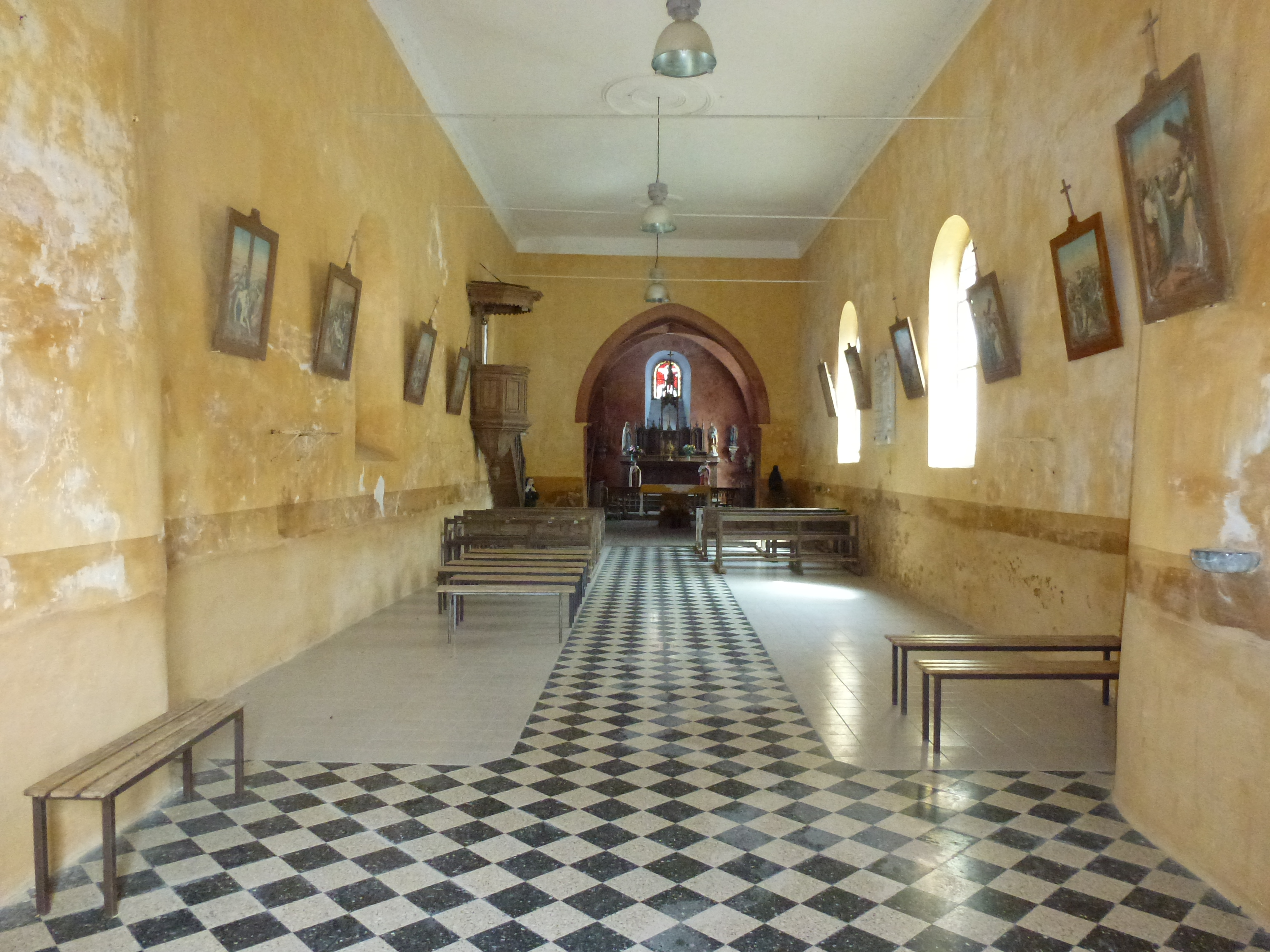
Intérieur de la nef.
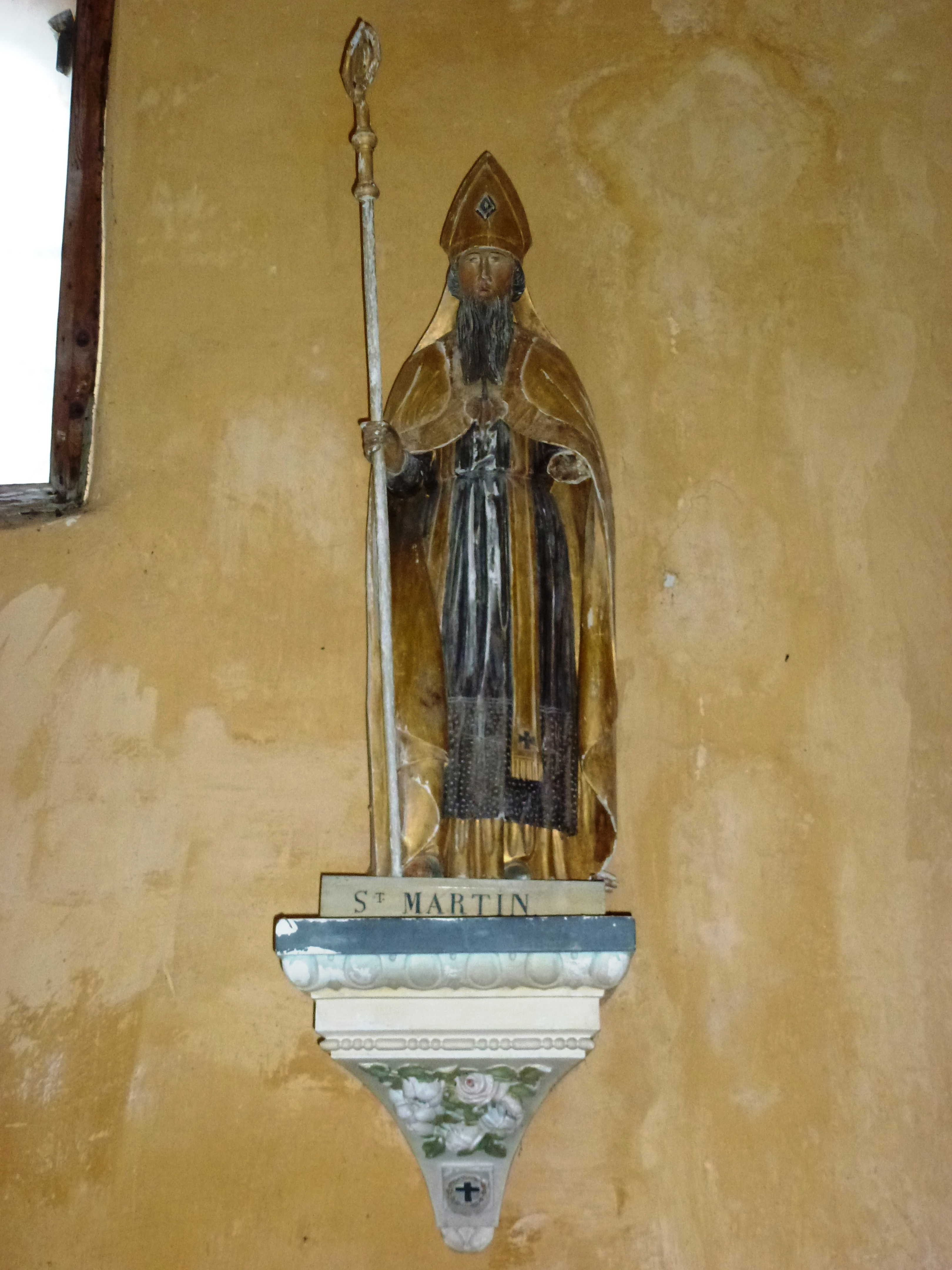
Statue de saint Martin de Tours dans l'église.
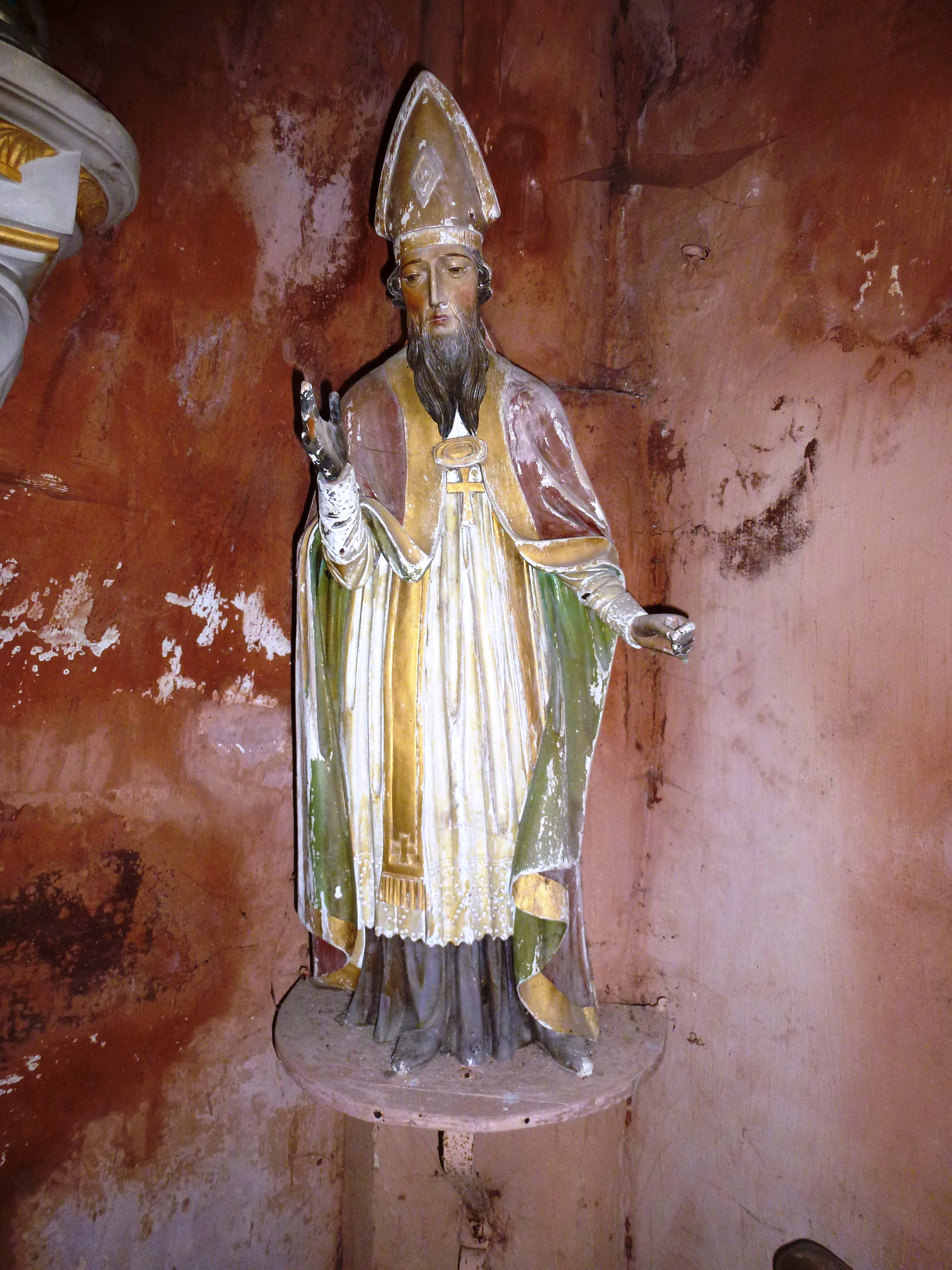
Statue d'un saint dans l'église.

### Autres lieux
- Les ruines du château féodal de la Hayette.
- L'ancienne papeterie Charlier, actuellement maison.papeterie

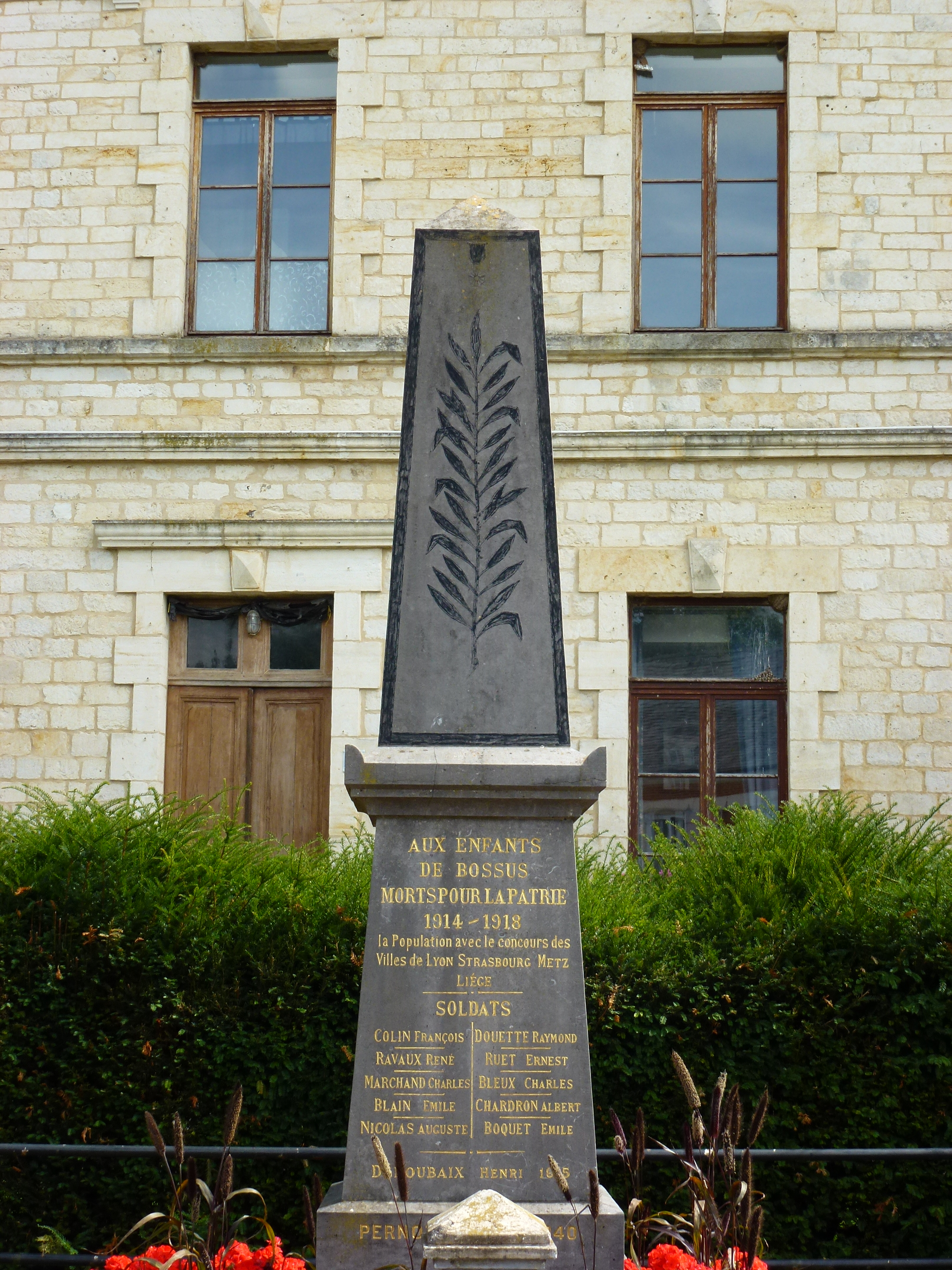
Le monument aux morts.
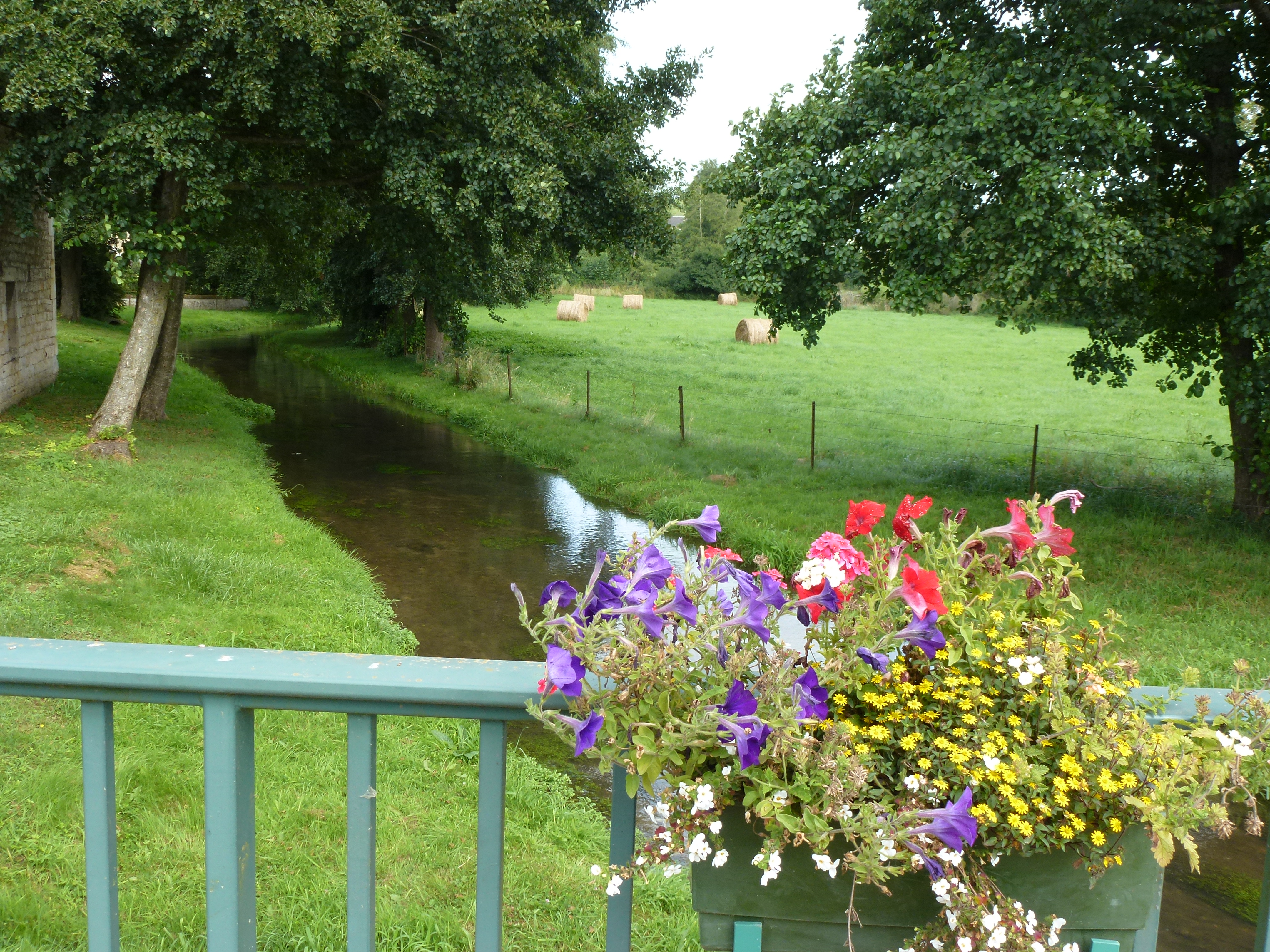
Le Thon (rivière) à Bossus-lès-Rumigny.
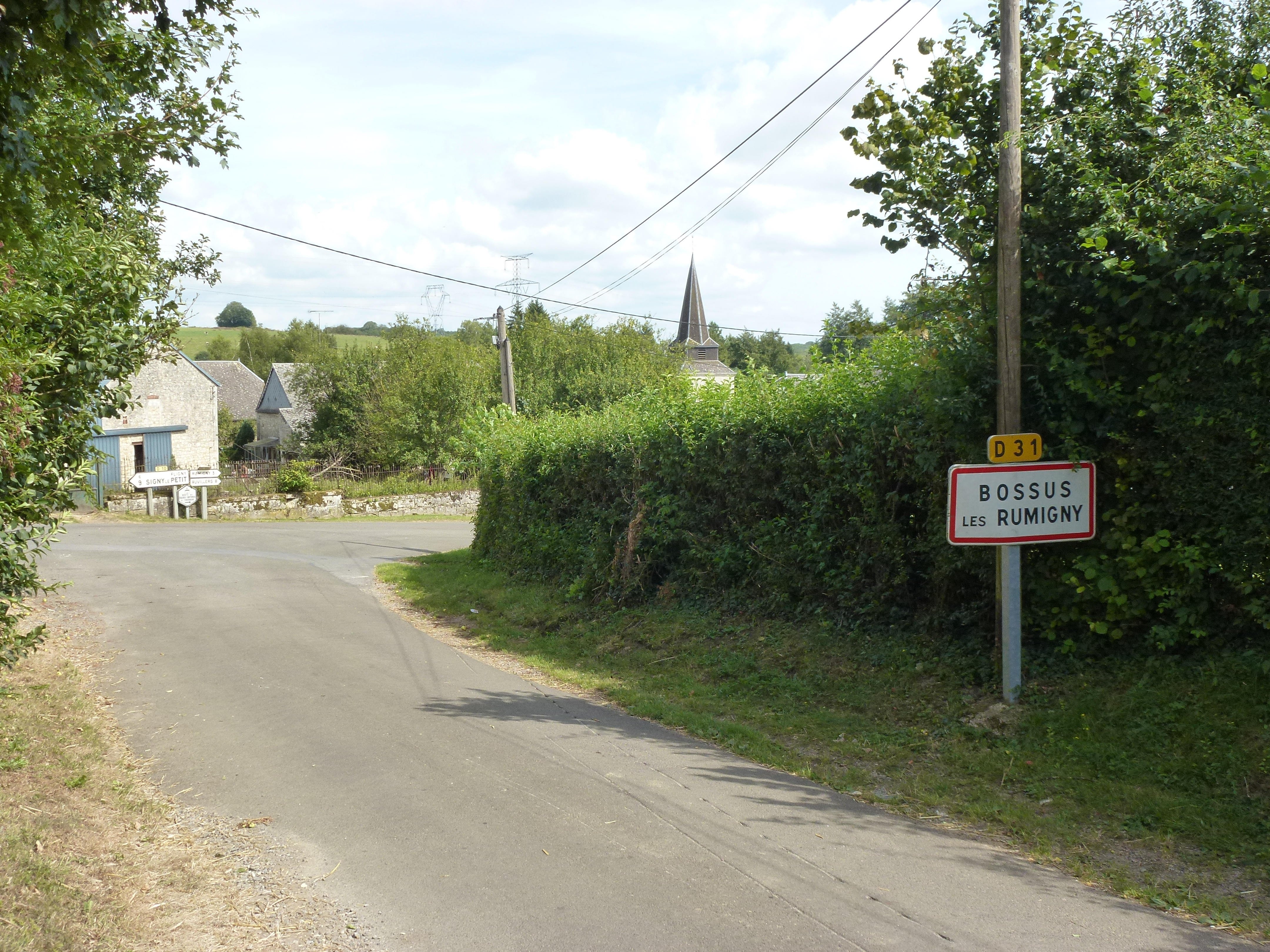
Entrée de Bossus-lès-Rumigny.

## Personnalités liées à la commune
- Martin Foisy, ancêtre des Foisy d'Amérique, est né dans le village en 1643. Il a émigré en Nouvelle-France vers 1661[25],[26].